# Малый Сулабаш
Ма́лый Сулаба́ш — деревня в Высокогорском районе Республики Татарстан. Входит в состав Дубъязского сельского поселения.

## География
Деревня расположена в верховье реки Сула (правый приток реки Казанка), в 3 км к востоку от села Дубъязы и в 22 км к северу от посёлка железнодорожной станции Высокая Гора.

## История
В «Списке населенных мест по сведениям 1859 года», изданном в 1866 году, населённый пункт упомянут как казённая деревня Шулабаш-Тенивраг 3-го стана Казанского уезда Казанской губернии. Располагалась при безымянном ключе, по левую сторону Уржумского торгового тракта, в 40 верстах от губернского города Казани и в 10 верстах от становой квартиры в казённой деревне Верхние Верески. В деревне в 52 дворах жили 449 человек (211 мужчин и 238 женщин). Была мечеть.

## Население
| 1782 | 1859 | 1897 | 1908 | 1920 | 1926 | 1938 |
| ---- | ---- | ---- | ---- | ---- | ---- | ---- |
| 66   | ↗445 | ↗652 | ↗896 | ↘719 | ↗726 | ↘617 |
| 1949 | 1958 | 1970 | 1989 | 2002 | 2010 |      |
| ↘418 | ↘295 | ↘228 | ↘167 | ↗222 | ↘180 |      |

Национальный состав деревни — татары.

## Экономика
Скотоводство.

## Социальная инфраструктура
Медицинский пункт, магазин.

## Религиозные объекты
Мечеть «Хаят»

## Люди, связанные с деревней
- Хасан-Гата Габяши — выдающийся религиозный и общественный деятель, мусульманский богослов, тюрколог.
- Султан Габяши — выдающийся татарский и башкирский композитор, педагог и музыкально-общественный деятель.
- Ирек Баширов — председатель совхоза.